# 고슴도치아과
고슴도치아과는 고슴도치과를 이루는 두 개의 아과 가운데 하나로, 5개 속에 17 종으로 이루어져 있다. 등에는 케라틴으로 이루어진, 털의 일종인 가시가 나 있다. 위험에 처하면 가시를 세우고 몸을 둥글게 만다. 새끼는 가시가 피부 밑에 있어 태어날 때 어미가 새끼의 가시에 찔릴 염려는 없다. 둥지는 풀잎이나 가시으로 만들며, 숲이 우거진 곳을 좋아한다. 아시아·유럽·아프리카에 분포하며 한국에는 고슴도치 1종만 있다. 먹이는 곤충, 뱀 등이 있으며, 애완용으로도 기른다. 보통 애완용 고슴도치는 고양이 먹이를 먹기도 한다.

## 하위 분류
- 아프리카고슴도치속 (Atelerix) - 4종
- 고슴도치속 (Erinaceus) - 4종(고슴도치 포함)
- 긴귀고슴도치속 (Hemiechinus) - 2종
- 메세키누스속 (Mesechinus) - 2종
- 파라이키누스속 (Paraechinus) - 4종

## 같이 보기
- 가시두더지
- 작은고슴도치텐렉
- 바늘고슴도치붙이
- 고슴도치 딜레마